# Nowe Owczary
Nowe Owczary – część wsi Owczary, położona w  województwie świętokrzyskim, w powiecie buskim, w gminie Busko-Zdrój.
W latach 1975–1998 Nowe Owczary administracyjnie należały do województwa kieleckiego.